# André Severo
André Schulz Severo (Porto Alegre, 16 de setembro de 1974) é um curador, produtor cultural e artista brasileiro que trabalha com várias técnicas, incluindo fotografia, instalações, performance e filme.

## Carreira
Tem graduação em Artes Plásticas (1998) e mestrado em Poéticas Visuais pelo Instituto de Artes da Universidade Federal do Rio Grande do Sul (2007). Realizou mais de dez filmes e instalações audiovisuais, além de numerosas exposições no Brasil e exterior. Publicou vários livros, entre eles Consciência errante, Soma e Deriva de sentidos. Foi produtor executivo da 8ª e da 9ª edições da Bienal do Mercosul (2011 e 2014). Em 2012 foi curador adjunto da XXX Bienal de São Paulo e em 2013 foi curador adjunto da representação brasileira na 55ª Bienal de Veneza. Integrou o Comitê de Indicação do Prêmio PIPA em 2016 e 2018. Em 2018 atuou como diretor artístico da Fundação Bienal do Mercosul. Ainda em 2018 foi co-curador da grande mostra 100 anos de Athos Bulcão, realizada pela Fundação Athos Bulcão e levada para os Centros Culturais Banco do Brasil de Brasília, Belo Horizonte, São Paulo e Rio de Janeiro, que além de exibir peças inéditas, contribuiu para um melhor conhecimento de áreas pouco estudadas em sua obra, geralmente associada à arquitetura, mas que transitou também entre a pintura, desenho, gravura e objetos. Desde 2019 é coordenador-geral do Farol Santander Porto Alegre.

## Obra
Seu trabalho artístico iniciou com instalações que se apropriavam de materiais descartados e recriavam em ambiente de galeria fachadas arruinadas, muros, portas e portões, propondo uma experiência de observação e descontextualização do espaço urbano.
Em 2000, em parceria com Maria Helena Bernardes, iniciou um projeto de longa duração intitulado Areal, que envolvia deslocamentos pela cidade de Porto Alegre, outros municípios e praias do sul do estado, onde ouviam histórias sobre os lugares, realizavam intervenções, performances e documentação visual e escrita da paisagem natural e humana. O projeto se expandiu através do convite a outros artistas, gerou debates públicos, e resultou na publicação de uma dezena de livros, "buscando gerar meios para que sejam feitas pesquisas intensivas sobre arte e uma proposta de veiculação do pensamento humanístico sem mediação, resgatando a um primeiro plano a experiência direta entre artista, autor e público, [...] e contribuir para as reflexões contemporâneas sobre o diálogo em relação às fronteiras entre os processos de conhecimento que possibilitam a arte". Segundo a pesquisadora Adriane Wächter, Areal tinha um foco nas questões da errância ou deslocamento, do lugar, da identidade, em alguns aspectos fazia associações com a land art, e inspirou "reflexões sobre arte, sobre como ser artista, sobre o sistema da arte e o próprio trabalho [...] que serão culminantes em toda a trajetória de André Severo. Dessa forma, o artista não separa os desdobramentos que seus trabalhos obtiveram nessa fase até as obras posteriores, que cria uma relação de continuidade. [...] A busca pelas respostas ao ser artista e o sistema das artes motivava-os a experimentar as vivencias pela paisagem, sem uma ideia pré-concebida do que essas experiências se tornariam depois. O encontro com a paisagem e com o outro era fundamental para a experiência, pois possibilitava a troca de vivências".
O projeto foi contemplado com o Prêmio Marcantonio Vilaça da Funarte, e foi sintetizado no Arquivo Areal, uma coleção de documentos, material audiovisual e publicações doados ao Museu de Arte Contemporânea do Rio Grande do Sul, resultando em exposições. Segundo o diretor do museu, André Venzon, "o reconhecimento à contribuição do Projeto Areal ao cenário da arte contemporânea brasileira, expresso pela concessão do Prêmio Marcantonio Vilaça, contribuirá ainda para suprir uma lacuna de nossa instituição, sistematicamente orientada por uma forte política colecionista estatal que permite a incorporação de valiosas obras de arte, adquiridas ou doadas ao museu".
Depois de Areal, outro projeto importante foi Dois Vazios, desenvolvido com Marcelo Coutinho, buscando fazer aproximações entre as artes plásticas e o cinema e também entre as paisagens do pampa gaúcho e do sertão nordestino através do trabalho de quatro artistas. O projeto produziu os filmes Vigília, de André Severo; Cabeça de Peixe, de Ismael Portela; Ô, de Marcelo Coutinho, e Siempre, de Paula Krause.
Sua instalação Alcance foi, segundo Aléxia Cunha, um dos maiores destaques da 11ª Bienal do Mercosul em 2018, ocupando toda uma galeria do Museu de Arte do Rio Grande do Sul, incluindo vídeos com imagens do mar que dialogavam com obras de pintores consagrados no estado expostas na parede oposta: "A obra possibilitava diversas abordagens na mediação. A principal e imediata era observada no momento em que os estudantes adentravam a sala, ao exibir expressões de maravilhamento, surpresa e curiosidade, que eram praticamente obrigatórias de tão recorrentes. [...] A obra é um prato cheio para o desenvolvimento e restauro das sensações em contextos artísticos. O ambiente escuro, o som, e até mesmo a temperatura mais baixa na sala geravam impacto imediato e 'acordavam' os sentidos dos estudantes para múltiplas experimentações possíveis".
Recebeu influências dos trabalhos e escritos de Robert Smithson, Gordon Matta-Clark, Hélio Oiticica, Marina Abramovic, Robert Morris, Lygia Clark, entre outros. Para o artista, somos peregrinos em estado de subsistência, acomodados a rotinas estáveis, mas "sabemos que existe um campo inaudito à nossa frente; um terreno que talvez jamais possa ser conhecido em sua totalidade; um caminho vasto onde, a cada novo passo que damos, vemos abrir-se um número infinito de novos caminhos, de novos mistérios, de novos fundamentos, de novas declinações, de novas conexões, de novas confabulações".

## Algumas exposições
Coletivas
- Salão do Jovem Artista (Centro Cultural Usina do Gasômetro, Porto Alegre, 1996)[15]
- Salão de Artes Plásticas Câmara Municipal de Porto Alegre (Museu de Arte Contemporânea do Rio Grande do Sul, Porto Alegre, 1996)[15]
- Plano B (Coletiva independente, Porto Alegre, 1997)[15]
- Projeto Rio Grande da Arte (Santa Maria, Caxias do Sul, Rio Grande, Pelotas, Passo Fundo, Santo Ângelo, Porto Alegre, 1998)[15]
- 16º Salão Nacional de Artes Plásticas (Museu de Arte Moderna do Rio de Janeiro, 1998)[15]
- 5º Salão da Bahia (Museu de Arte Moderna da Bahia, 1998)[15]
- 11ª Bienal do Mercosul (Museu de Arte do Rio Grande do Sul Ado Malagoli, 2018, com a instalação Alcance).[13]

Individuais
- Por Enquanto (Instituto Estadual de Artes Visuais, Porto Alegre, 1997).[15]
- André Severo (Paço das Artes, São Paulo, 1998).[15]
- Ainda (Museu de Arte Contemporânea do Rio Grande do Sul, Porto Alegre, 1998)[15]
- Projeto Areal, em parceria com Maria Helena Bernardes, projeto de longa duração iniciado em 2000, envolvendo debates, exposições e publicação de livros.[1][11]
- Espelho (Galeria Bolsa de Arte e Pinacoteca Ruben Berta, Porto Alegre, 2017).[16]

## Premiações
- Artista residente da 7ª Bienal do Mercosul (2007).[9]
- Prêmio PIPA (Indicado, 2010).[3]
- Prêmio Açorianos de Artes Plásticas (2010).[3]
- Prêmio de Artes Plásticas Marcantonio Vilaça (2013).[3]
- Prêmio Funarte de Arte Contemporânea (2014).[3]
- Prêmio Funarte Marc Ferrez de Fotografia (2015).[16]
- Prêmio Sérgio Milliet da Associação Brasileira de Críticos de Arte (2017), pelo livro Artes Visuais, da Coleção Ensaios Brasileiros Contemporâneos da Funarte (junto com Fernando Cocchiarale e Marilia Panitz).[17]
- Prêmio Petrobrás Artes Visuais.[4]
- Prêmio Rede Nacional Funarte Artes Visuais.[4]